# Berlinguette
Une berlinguette (berlingeta, berlingueto) est un mets avignonnais à base d'œufs durs. Il se présente sous deux variantes.

## Berlinguette aux anchois
Il s'agit d’œufs durs farcis avec une pâte d'anchois, de pain et de jaunes d’œufs, cuits en gratin. 

## Berlinguette au vert
Une variante existe avec des légumes, poireaux et épinards, qui sont roussis puis incorporés dans une béchamel. Sur cette berlinguette sont présentés les œufs durs avec des tranches de pain grillé.

## Accord mets/vin
Ce mets réclame un vin rosé régional, tel que le luberon, en AOC ou le vaucluse, l'ardèche, le cévennes et le collines-rhodaniennes en vin de pays.